# Chimay
Chimay (Шиме́) — торговельна марка бельгійського траппістського пива, що виробляється на території абатства Нотр-Дам де Скурмон в муніципалітеті Шиме бельгійської провінції Ено. Наразі є одним з найпопулярніших зразків траппістського пива — з 4,6 мільйонів декалітрів траппістського пива, що виготовляється щорічно десятьма діючими траппістськими броварнями, близько чверті (1,2 млн дал.) припадає на продукцію Chimay.

## Історія
Історія абатства Нотр-Дам де Скурмон розпочалася 1850 року, в якому група монахів-траппістів (членів Ордену цистерціанців суворого дотримання) започаткували монастир на плато Скурмон неподалік містечка Шиме. Відповідно до статуту Ордену, згідно з яким монахи мають своєю працею не лише забезпечувати власне прогодування, але й заробляти кошти для допомоги бідним, неподалік нового монастиря було збудовано ферму, а згодом на теренах абатства почали працювати броварня та сироварня. Зокрема, броварня почала випуск продукції 1863 року.
Довгий час обсяги виробництва пива Chimay залишалися досить невеликими. Ситуація змінилася наприкінці XX ст., коли стараннями низки ентузіастів інтерес широкого кола поціновувачів пива було привернено до продукції маленьких броварень, зокрема траппістських, активного розвитку став набувати т.зв. «пивний туризм». Підвищення попиту на пиво Chimay спонукало монахів провести 1988 року масштабне розширення виробництва своєї броварні, виробничі потужності якої наразі перевищують 1,2 млн дал. пива на рік.
На сьогодні пиво Chimay є одним з найпопулярніших зразків траппістського пива, доступним споживачам у десятках країн світу, включаючи Україну. Доходи від продажів пива цієї торговельної марки традиційно спрямовуються на забезпечення фінансових потреб абатства Нотр-Дам де Скурмон та благодійництво.

## Асортимент пива

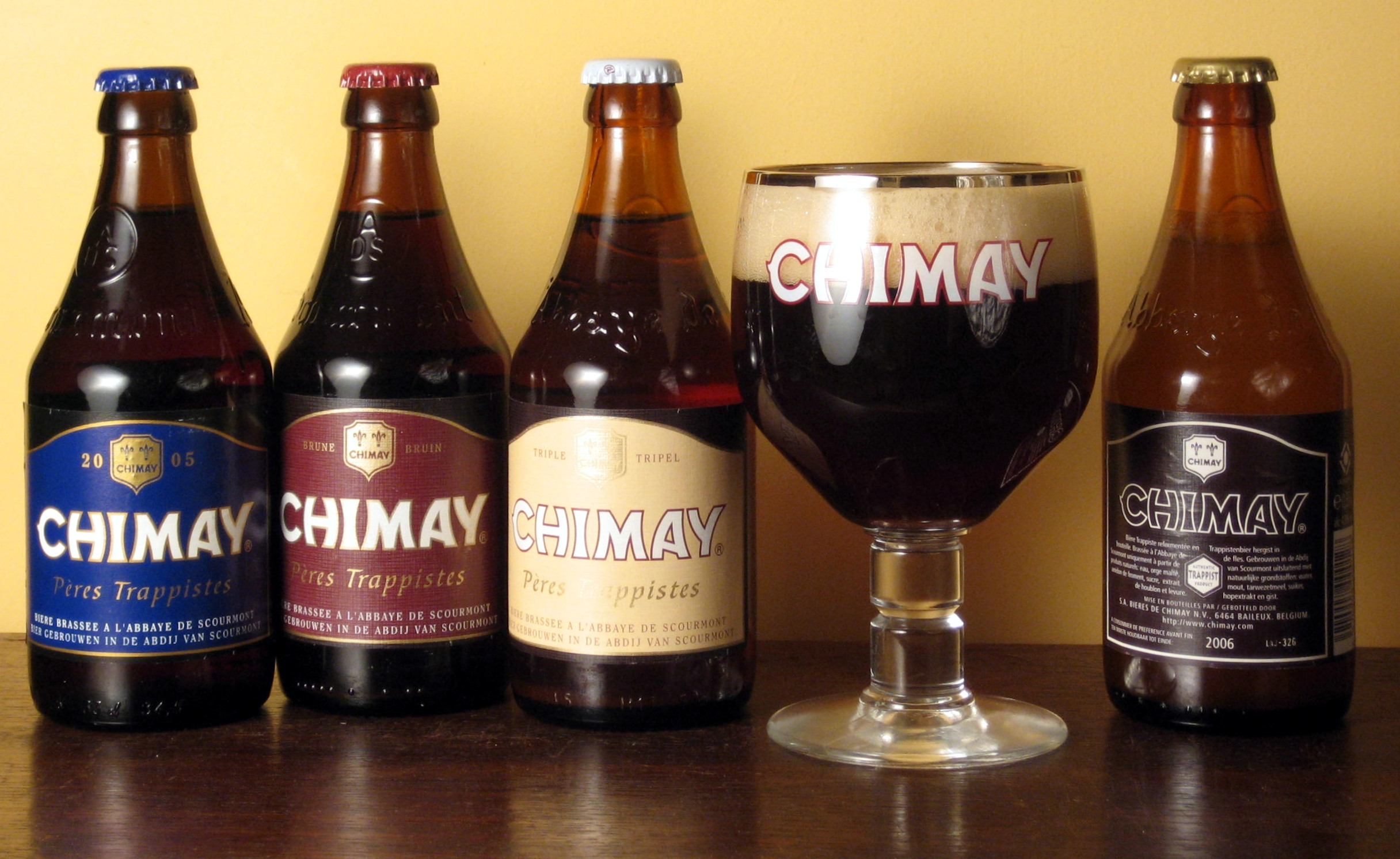
Асортимент пива Chimay

Наразі асортимент пива Chimay включає три основні сорти, які розливаються у скляні пляшки вмістом 0,33 л. Також випускаються у пляшках 0,75 л, маючи при цьому альтернативні маркетингові назви. 
- Chimay Bleue — найпопулярніший сорт торговельної марки, темне міцне пиво з вмістом алкоголю 9,0 %. При розливі у пляшки 0,75 л продається під назвою Grande Réserve.
- Chimay Blanche (Tripel) — світле міцне пиво золотавого кольору з вмістом алкоголю 8,0 %, має відчутну хмільову гіркоту. При розливі у пляшки 0,75 л продається під назвою Cinq Cents.
- Chimay Rouge — темне міцне пиво з вмістом алкоголю 7,0 % та солодким фруктовим присмаком. При розливі у пляшки 0,75 л продається під назвою Première.

Крім цього броварня виробляє сорт Chimay Dorée — світле пиво з вмістом алкоголю 4,8 %. Як і більшість сортів траппістського пива з помірним вмістом алкоголю являє собою так зване Patersbier, тобто пиво, зварене насамперед для власних потреб монахів. Доступне для продажу лише на території абатства та у найближчій до нього таверні.